# Grivița (métro de Bucarest)
Pour les articles homonymes, voir Grivița.
Grivița est une station de métro roumaine de la ligne M4 du métro de Bucarest. Elle est située sur Calea Griviței, dans le quartier Primâverii, Sector 1 de la ville de Bucarest. Elle dessert notamment les ateliers CFR de Grivița.
Elle est mise en service en 2000.
Exploitée par Metrorex elle est desservie par les rames de la ligne M4 qui circulent quotidiennement entre 5 h 0 et 23 h 0 (heure de départ des terminus). Des arrêts de Trolleybus et d'autobus sont à proximité.

## Situation sur le réseau
Établie en souterrain, la station Grivița est située sur la ligne M4 du métro de Bucarest, entre les stations 1 mai, en direction de Parc Bazilescu, et Basarab, en direction de Gara de Nord.

## Histoire
La station « Grivița » est mise en service le 1er mars 2000, lors de l'ouverture à l'exploitation du tronçon, long de 3,7 kilomètres, de Gara de Nord à 1 mai.

## Service des voyageurs

### Accueil
La station dispose de trois bouches sur Calea Griviței. Des escaliers, ou des ascenseurs pour les personnes à mobilité réduite, permettent de rejoindre la salle des guichets et des automates pour l'achat des titres de transport (un ticket est utilisable pour un voyage sur l'ensemble du réseau métropolitain).

### Desserte
À la station Grivița la desserte quotidienne débute avec le passage de la première rame, partie du terminus le plus proche à 5 h 0 et se termine avec le passage de la dernière rame, partie du terminus le plus éloigné à 23 h 0.

### Intermodalité
Des arrêts de transports en commun sont situés à proximité : Trolleybus (lignes 65 et 86), bus (lignes 105 et N117).